# Наночастинки оксиду заліза
Наночастинки оксиду заліза — це частинки оксиду заліза діаметром приблизно від 1 до 100 нанометрів. Дві основні форми — магнетит (Fe3O4) та його окислена форма маггеміт (γ-Fe2O3). Вони викликали великий інтерес завдяки своїм суперпарамагнітним властивостям та потенційним застосуванням у багатьох сферах (хоча Co і Ni також є високомагнітними матеріалами, вони токсичні та легко окислюються).
Застосування наночастинок оксиду заліза включають терабітні магнітні накопичувачі, каталіз, датчики, суперпарамагнітна релаксометрію (СПМР) та високочутливу біомолекулярну магнітно-резонансну томографію (МРТ) для медичної діагностики та терапії. Ці застосування вимагають покриття наночастинок такими агентами, як довголанцюгові жирні кислоти, алкіл-заміщені аміни та діоли. Вони використовувались у рецептурах для доповнення.

## Будова
Магнетит має структуру зворотної шпінелі, в якій атоми кисню формують гранецентровану кубічну ґратку; всі тетраедричні порожнини цієї ґратки зайняті Fe3+, а октаедричні порожнини заповнюють Fe3+ і Fe2+. Маггеміт відрізняється від магнетиту тим, що все або більшість заліза знаходиться в тривалентному стані (Fe3+), а також наявністю катіонних вакансій в октаедричних порожнинах. Маггеміт має кубічну елементарну комірку, яка містить 32 іона O, 211⁄3 іона Fe3+ і 22⁄3 вакансій. Катіони розподілені випадковим чином по 8 тетраедричних та 16 октаедричних порожнинах.

## Магнітні властивості

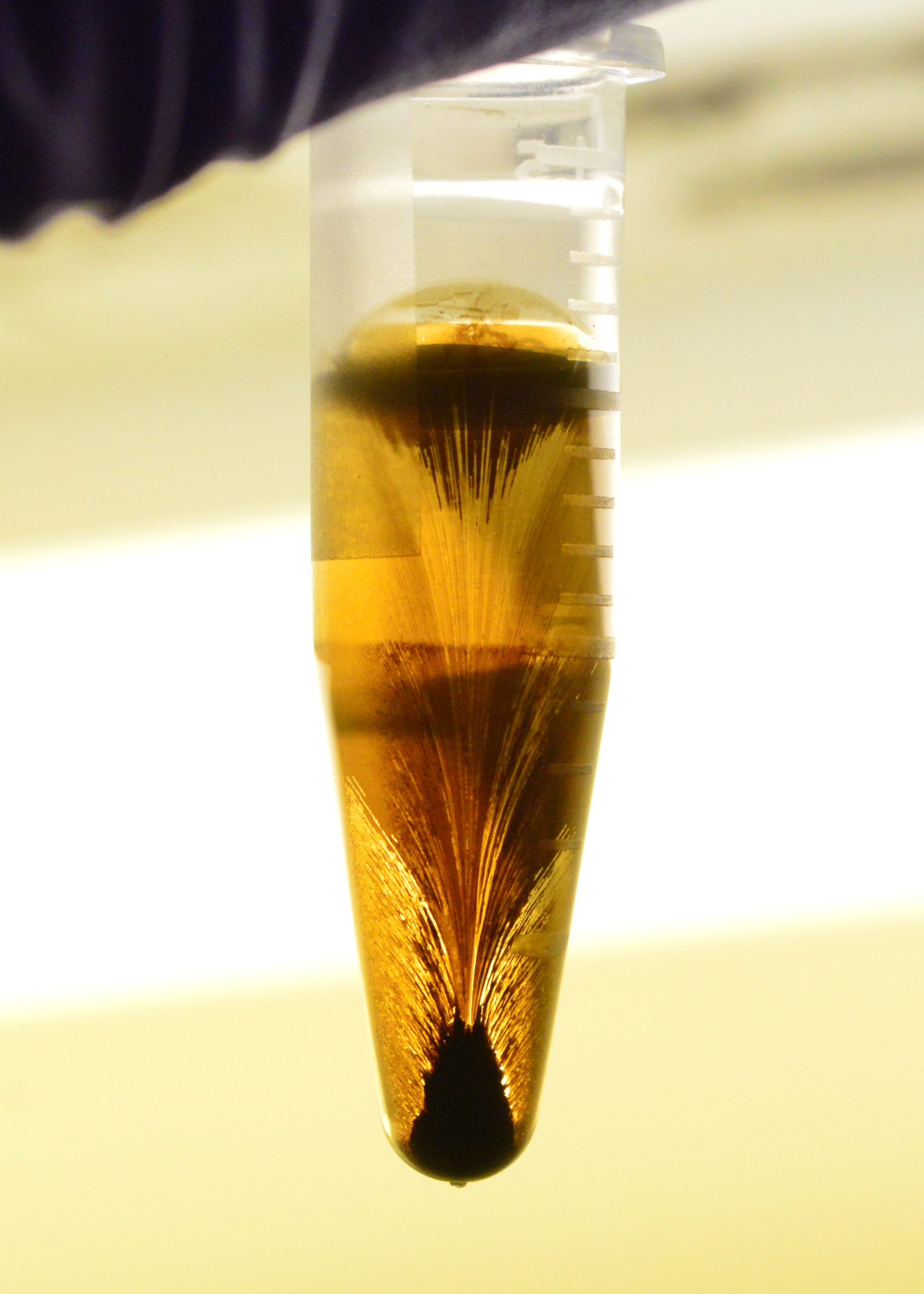
Суперпарамагнітні наночастинки оксиду заліза після осадження центрифугуванням в мікропробірці

Завдяки своїм 4 непарним електронам у 3d оболонці атом заліза має сильний магнітний момент. Іони Fe2+ також мають 4 непарні електрони в 3d-оболонці та Fe3+ мають 5 парних електронів у 3d-оболонці. Тому, коли кристали утворюються з атомів заліза або іонів Fe2+ і Fe3+ вони можуть перебувати у феромагнітному, антиферромагнітному чи ферримагнітному станах.
У парамагнітному стані окремі атомні магнітні моменти носять випадковий характер, а речовина має нульовий чистий магнітний момент, якщо відсутнє магнітне поле. Такі матеріали мають відносну магнітну проникність більше одиниці і притягуються до магнітних полів. При видаленні застосованого поля магнітний момент падає до нуля. Але у феромагнітному матеріалі всі атомні моменти вирівняні навіть без зовнішнього поля. Феримагнітний матеріал схожий на феромагнетик, але має два різних типа атомів з протилежними магнітними моментами. Матеріал має магнітний момент, тому що протилежні моменти мають різну міцність. Якщо вони мають однакову величину, кристал є антиферромагнітним і не має чистого магнітного моменту.
Коли на феромагнітний матеріал діє зовнішнє магнітне поле, намагніченість (М) зростає із силою магнітного поля (Н), поки не наблизиться до насичення. У деякому діапазоні полів намагніченість має гістерезис тому, що існує більше ніж один стабільний магнітний стан для кожного поля. Отже, залишкове намагнічування буде присутнє навіть після видалення зовнішнього магнітного поля.
Суперпарамагнітним називається однодоменний магнітний матеріал (наприклад, магнітні наночастинки), що не має петлі гістерезису. Упорядкування магнітних моментів у феромагнітних, антиферомагнітних та феримагнітних матеріалах зменшується зі збільшенням температури. Феромагнітні та ферримагнітні матеріали стають невпорядкованими і втрачають намагніченість понад температуру Кюрі {\displaystyle T_{C}}, а антиферомагнітні матеріали втрачають намагніченість понад температуру Неля {\displaystyle T_{N}}. Магнетит є феримагнітним при кімнатній температурі і має температуру Кюрі 850 К. Маггеміт є феримагнітним при кімнатній температурі, нестійкий при високих температурах і втрачає сприйнятливість з часом. (Температуру Кюрі важко визначити). І наночастинки магнетиту, і маггеміту є суперпарамагнітними при кімнатній температурі. Цю суперпарамагнітну поведінку наночастинок оксиду заліза можна віднести до їх розміру. Коли розмір стає досить малим (<10   нм), теплові коливання можуть змінювати напрямок намагнічування всього кристала. Матеріал з багатьма такими кристалами поводиться як парамагнетик, за винятком того, що моменти цілих кристалів коливаються замість окремих атомів.
Крім того, унікальна суперпарамагнітна поведінка наночастинок оксиду заліза дозволяє їм маніпулювати магнетично з відстані. В останніх розділах будуть обговорені зовнішні маніпуляції стосовно біомедичних застосувань наночастинок оксиду заліза. Потрібні сили для маніпулювання трактом частинок оксиду заліза. Просторове рівномірне магнітне поле може призвести до крутного моменту на магнітній частинці, але не може спричинити переклад частинок; тому магнітне поле повинно бути градієнтом, щоб викликати поступальний рух. Сила на точкоподібний магнітний дипольний момент m за рахунок магнітного поля B задається рівнянням:
{\displaystyle \mathbf {F} _{m}=\mathbf {\nabla } \left(\mathbf {m} \cdot \mathbf {B} \right)}
У біологічних застосуваннях наночастинки оксиду заліза переводяться через якусь рідину, можливо, тілесну рідину в цьому випадку вищезгадане рівняння можна змінити на:
{\displaystyle \mathbf {F} _{m}={\begin{cases}{\frac {V\chi }{2\mu _{0}}}\mathbf {\nabla } \left|\mathbf {B} \right|^{2}&\qquad {\text{в слабкому магнітному полі}}\\{\frac {1}{2}}\mathbf {\nabla } \left(\mathbf {m} _{sat}\cdot \mathbf {B} \right)&\qquad {\text{в сильному магнітному полі}}\end{cases}}}
Виходячи з цих рівнянь, найбільша сила буде у напрямку найбільшого позитивного нахилу скалярного поля густини енергії.
Ще одне важливе врахування — сила, що діє проти магнітної сили. Коли наночастинки оксиду заліза переходять до джерела магнітного поля, вони відчувають силу тяжіння Стокса у зворотному напрямку. Сила перетягування виражена нижче.
{\displaystyle \mathbf {F} _{d}=6\pi \,\eta \,R\,v\,}
У цьому рівнянні: η — в'язкість рідини, R — гідродинамічний радіус частинки, 𝑣 — швидкість частинки.

## Синтез
Спосіб приготування має великий вплив на форму, розподіл розмірів та хімічну поверхню частинок. Це також значною мірою визначає розподіл та тип структурних дефектів чи домішок у частинках. Всі ці фактори впливають на магнітну поведінку. Останнім часом було зроблено багато спроб розробити процеси та методи, які дають монодисперсні колоїди, що складаються з наночастинок, однакових за розміром та формою.

### Осад
На сьогоднішній день найбільш застосовуваним методом є співосадження. Цей спосіб можна далі розділити на два тип. По-перше, суспензії гідроксиду чорних металів частково окислюються різними окислювачами. Наприклад, сферичні магнетитові частинки вузького розподілу розмірів із середніми діаметрами від 30 до 100   нм може бути отриманий з солі Fe(II), основи і м'якого окислювача (нітратні іони). Інший спосіб полягає у старінні стехіометричних сумішей гідроксидів заліза та заліза у водних середовищах, отримуючи однорідні за розміром сферичні частинки магнетиту. У другому типі відбувається наступна хімічна реакція:
2Fe3++Fe2++ 8OH-- → Fe3O4↓ +4Н2О
Оптимальні умови для цієї реакції — pH між 8 і 14, Fe3+/Fe2+ співвідношення 2 :1 і неокислювальне середовище. Будучи високочутливим до окислення, магнетит (Fe3O4) перетворюється на магеміт (γ Fe2O3) у присутності кисню:
2Fe3O4 + O2 → 2γFe2O3
Розмір і форму наночастинок можна контролювати, регулюючи рН, іонну силу, температуру, характер солей (перхлоратів, хлоридів, сульфатів і нітратів) або Fe(ІІ)/Fe(ІІІ) відношення концентрації.

### Мікроемульсії
Мікроемульсія — це стабільна ізотропна дисперсія двох не змішуваних рідин, що складаються з нанорозмірних доменів однієї або обох рідин в іншій, стабілізованій міжфазною плівкою поверхнево-активних молекул. Мікроемульсії можуть бути класифіковані далі як олія у воді (о/в) або вода у в олії (в/о), залежно від дисперсної та безперервної фаз. Вода в олії більш популярна для синтезу багатьох видів наночастинок. Вода і олія змішуються з амфіфілічними ПАР. ПАР знижує поверхневий натяг між водою та олією, роблячи розчин прозорим. Водні нанокраплинки виконують роль нанореакторів для синтезу наночастинок. Форма водного басейну куляста. Розмір наночастинок значною мірою залежатиме від розміру водяного басейну. Таким чином, розмір сферичних наночастинок може бути адаптований і налаштований, змінюючи розміри водяного басейну.

### Високотемпературний розпад органічних попередників
Розкладання попередників заліза в присутності гарячих органічних поверхнево-активних речовин призводить до зразків з хорошим контролем розмірів, вузький розподіл розмірів (5-12 нм) і хороша кристалічність; і наночастинки легко диспергуються. Для біомедичних застосувань, таких як магнітно-резонансна томографія, поділ магнітних клітин або магніторелаксометрія, де розмір частинок відіграє вирішальну роль, магнітні наночастинки, отримані цим методом, дуже корисні. До життєздатних попередників заліза відносяться, в органічних розчинниках з молекулами ПАР. Комбінація ксилену та додецилбензолсульфонату натрію як ПАР використовується для створення нанореакторів, на які можуть добре реагувати солі заліза (II) та заліза (III).

## Біомедичне застосування
Магнетиту і магеміту віддають перевагу в біомедицині, оскільки вони біосумісні та потенційно нетоксичні для людини. Оксид заліза легко руйнується і тому корисний для застосування in vivo. Результати опромінення клітинної лінії мезотелію людини та клітинної лінії фібропластів клітин миші до промислово важливих наночастинок показала специфічний для наночастинок цитотоксичний механізм для непокритого оксиду заліза. Було виявлено, що розчинність сильно впливає на цитотоксичний результат. Маркування клітин (наприклад, стовбурових клітин, дендритних клітин) з наночастинками оксиду заліза є новим цікавим інструментом для моніторингу таких мічених клітин у режимі реального часу за допомогою магнітно-резонансної томографії.

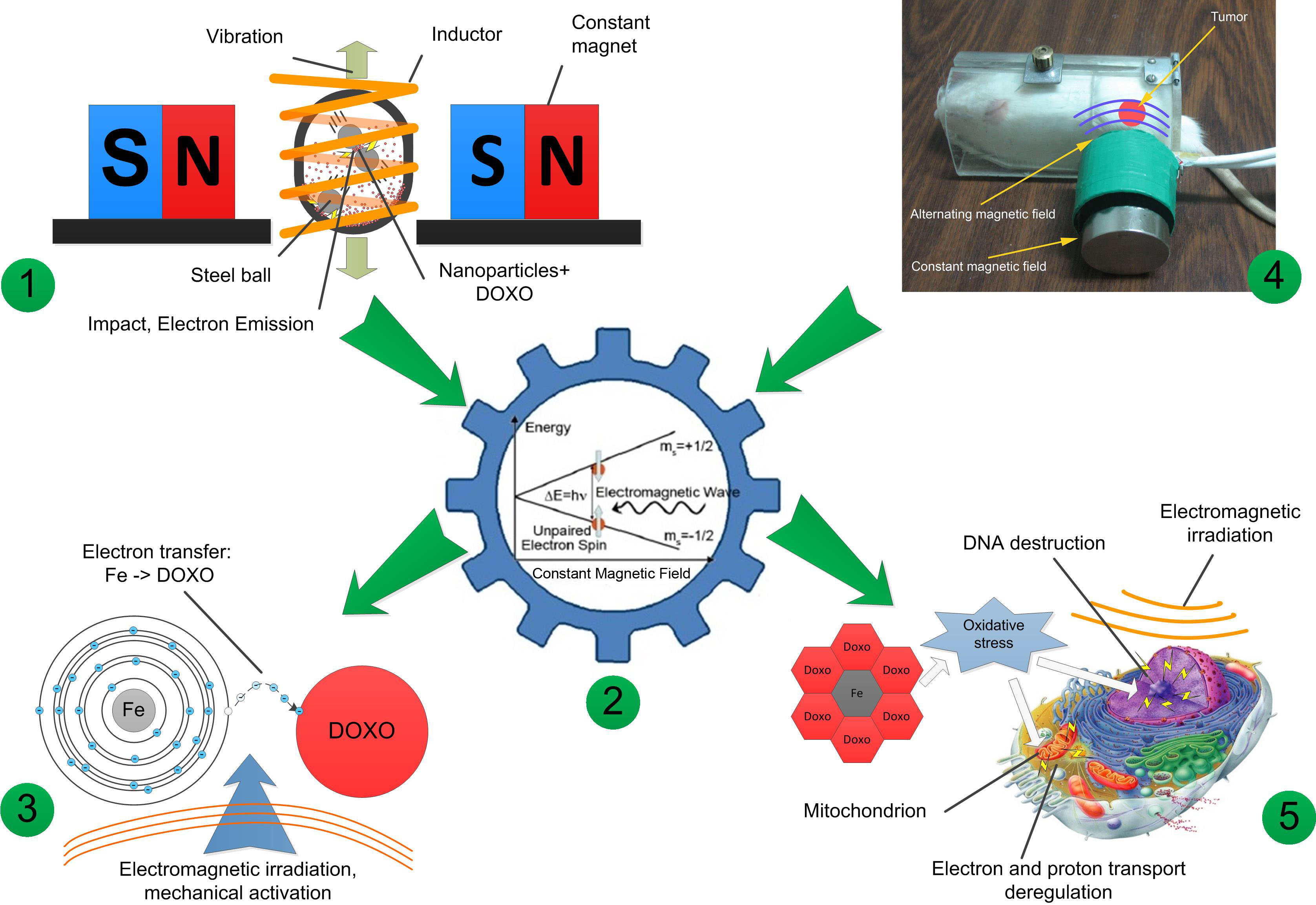
Магнітомеханохімічний синтез (1) супроводжується розщепленням рівнів енергії електронів (SEEL) та перенесенням електронів у магнітному полі (2) від наночастинок Fe_{3}O_{4} до доксорубіцину. Концентрація парамагнітних центрів (вільних радикалів) збільшується в магніточутливому комплексі (МНК) (3). Місцева комбінована дія постійних магнітних та електромагнітних полів та MNC у пухлині (4) ініціювала SEEL, вільні радикали, що призводить до окислювального стресу та дерегуляції транспорту електронів та протонів у мітохондріоні (5). Магнітна нанотерапія більш ефективно гальмує синтез АТФ в мітохондріях пухлинних клітин і викликала загибель пухлинних клітин порівняно зі звичайним доксорубіцином.

Наночастинки оксиду заліза застосовуються при раковій магнітній нанотерапії, яка базується на ефектах магнітоспіну в реакціях вільних радикалів і здатності напівпровідникового матеріалу генерувати радикали кисню, а також контролюють окислювальний стрес у біологічних середовищах під неоднорідним електромагнітним випромінюванням. Магнітна нанотерапія дистанційно керується зовнішнім електромагнітним полем АФК (активні форми кисню) та РВА (реактивні види азоту) — локальна місцева токсичність в пухлину під час хіміотерапії протипухлинним магнітним комплексом та меншими побічними ефектами у нормальних тканинах. Магнітні комплекси з магнітною пам'яттю, що складаються з наночастинок оксиду заліза, завантажені з протипухлинним препаратом, мають додаткові переваги перед звичайними протипухлинними препаратами завдяки їх здатності дистанційно керуватися при націлюванні на постійне магнітне поле та подальшому посиленні їх протипухлинної активності при помірній індуктивній гіпертермії (нижче 40°С). Комбінований вплив неоднорідних постійних магнітних та електромагнітних полів під час нанотерапії ініціював розщеплення рівнів енергії електронів у магнітному комплексі та непарне перенесення електронів від наночастинок оксиду заліза до протиракових лікарських та пухлинних клітин. Зокрема, антрацикліновий протипухлинний антибіотик доксорубіцин, природний стан якого є діамагнітним, набуває магнітних властивостей парамагнітних речовин. Електромагнітне випромінювання на гіпертонкій частоті розщеплення може збільшити час радикальних пар, які знаходяться в триплетному стані, а отже, ймовірність дисоціації і, таким чином, концентрації вільних радикалів. Реактивність магнітних частинок залежить від їх спінового стану. Отримані експериментальні дані про співвідношення частоти випромінювання електромагнітного поля з магнітними властивостями та кількості парамагнітних центрів комплексу. Можна контролювати кінетику реакцій вільних радикалів зовнішніми магнітними полями та модулювати рівень окислювального стресу (локальної токсичності) у злоякісної пухлини. Тоді ракові клітини особливо вразливі до окисного нападу та індукції високого рівня окислювального стресу локально в пухлинній тканині, що може потенційно знищити або зупинити ріст ракових клітин і може вважатися терапевтичною стратегією проти раку. Багатофункціональні магнітні комплекси з магнітною пам'яттю можуть поєднувати магнітну нанотерапію раку, націлювану на пухлини та медикаментозні функції візуалізації в терапевтичному підході для персоналізованої медицини раку.
Наночастинки оксиду заліза також можуть використовуватися при магнітній гіпертермії, як метод лікування раку. У цьому способі ферофлюїд, який містить оксид заліза, вводиться в пухлину і потім нагрівається змінним магнітним полем високої частоти. Розподіл температури, яке виробляється цим тепловиділенням, може допомогти знищити ракові клітини всередині пухлини.